# Reichsführer-SS
Reichsführer-SS (Reichsführer SS, zkr. RfSS či RFSS, česky říšský vůdce SS) byla od srpna 1926 nejvyšší vojenská hodnost v jednotkách Schutzstaffel. Odpovídá hodnosti maršál, neboli vrchního velitele jednotek SS.
Od roku 1926 bylo pojmenování používáno jako formální titul hodnostně nejvyššího velitele SS. V období 1925–1926 byla hodnost vrchního velitele Oberleiter.

## Seznam nositelů hodnosti
Celkem tuto hodnost získalo pět lidí:
| Jméno            | Reichsführer SS                  | Poř. č. v SS | Vstup do SS                               | Poř. č. v NSDAP |
| ---------------- | -------------------------------- | ------------ | ----------------------------------------- | --------------- |
| Julius Schreck   | 1925 až 1926                     | 5            | 4. duben 1925 (spoluzakladatel SS)        | 53              |
| Joseph Berchtold | 1926 až 1927                     |              | nebyl členem                              | 964             |
| Erhard Heiden    | 1927 až 1929                     |              | v roce 1929 ze všech dokumentů SS vymazán | 74              |
| Heinrich Himmler | 1929 až 1945                     | 168          | 8. srpen 1925                             | 14 303          |
| Karl Hanke       | 29. dubna 1945 až 5. května 1945 | 203 013      | 15. února 1934                            | 102 606         |